# 稲荷神

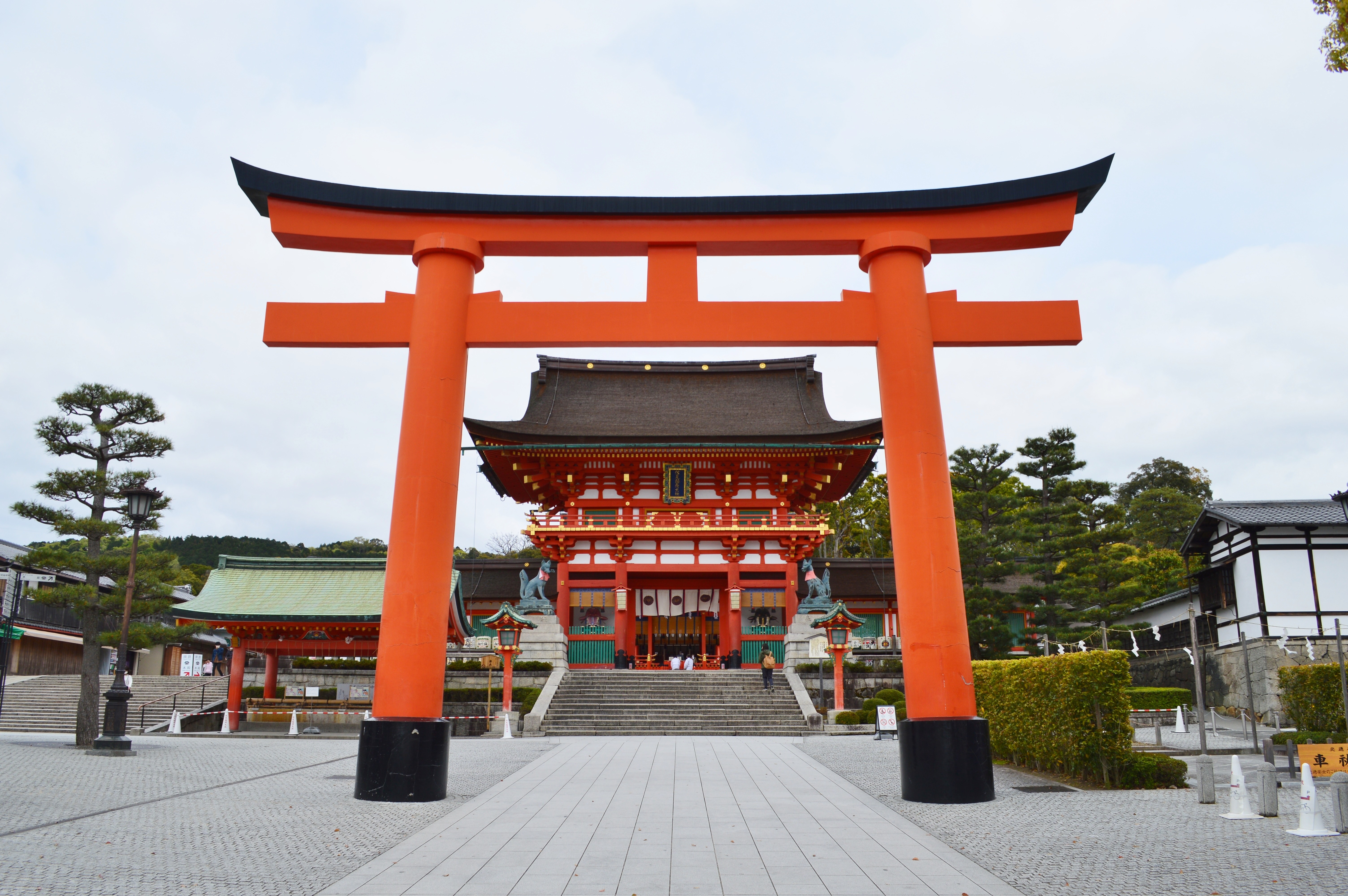
稲荷神社総本宮の伏見稲荷大社

稲荷神（いなりのかみ、いなりしん）は、稲を象徴する穀霊神・農耕神。稲荷大神（いなりおおかみ）、稲荷大明神（いなりだいみょうじん）また、お稲荷様、お稲荷さんともいう。五穀をつかさどる御食津神・ウカノミタマと稲荷神が同一視されることから、総本宮の伏見稲荷大社を含め、多くの稲荷神社ではウカノミタマを主祭神としている。
本来は穀物・農業の神だが、現在は商工業を含め産業全体の神とされ、日本で最も広範に信仰されている神の一つである。稲荷神は神仏習合思想において仏教の女神である荼枳尼天とも習合したため、仏教寺院で祀られることもある。
もとは古代社会において、「渡来人であった秦氏の氏神的稲荷信仰をもとに、秦氏の勢力拡大に伴って伏見稲荷の信仰圏も拡大されていった」と『日本民俗大辞典』は述べている。本来の「田の神」の祭場は狐塚（キツネを神として祀った塚・キツネの棲家の穴）だったと推測されるが、近世には京都の伏見稲荷を中心とする稲荷信仰が広まり、狐塚に稲荷が祀られるようになった。

## 概要
稲荷神を祀る神社を稲荷神社（いなりじんじゃ）と呼び、京都市伏見区深草にある伏見稲荷大社が日本各所にある神道上の稲荷神社の総本宮となっている。伏見稲荷大社では、狐は稲荷神の神使とされる。
稲荷神は、和銅4年（711年）に山城国稲荷山（伊奈利山）、すなわち現在の伏見稲荷大社に鎮座したと伝えられている。元々は京都一帯の豪族・秦氏の氏神で、現存する旧社家は大西家である。神道系の稲荷神社では朱い鳥居と、神使の白い狐がシンボルとして広く知られる。廃仏毀釈が起こる前の仏教系寺院でも鳥居が建てられ、現存する寺院もある。元来は五穀豊穣を司る神であったが、時代が下って、商売繁昌・産業興隆・家内安全・交通安全・芸能上達の守護神としても信仰されるようになった。「稲成り」の意味だったものが、稲を荷なう神像の姿から後に「稲荷」の字が当てられたとされるが、「稲生」や「稲成」、「伊奈利」とする神社も存在する。

### 神社における祭神
神道の稲荷神社では『古事記』・『日本書紀』などの日本神話に記載される宇迦之御魂神（うかのみたま、倉稲魂命とも書く）、豊宇気毘売命（とようけびめ）、保食神（うけもち）、大宣都比売神（おおげつひめ）、若宇迦売神（わかうかのめ）、御饌津神（みけつ）など、穀物・食物の神を主な祭神とする。これは、稲荷神が稲の神であることから食物神の宇迦之御魂神と同一視され、後に他の食物神も習合したためである。
総本宮である伏見稲荷大社では、主祭神である宇迦之御魂大神を中央の下社、佐田彦大神を中社、大宮能売大神を上社に据え、明応8年（1499年）に本殿に合祀された左右の摂社、田中大神・四大神とともに五柱の神を一宇相殿（一つの社殿に合祀する形）に祀り、これら五柱の祭神は稲荷大神の広大な神徳の神名化としている。稲荷社によっては祭祀する祭神が異なっており、以下に例を挙げる。
- 生玉稲荷神社（名古屋市守山区） - 倉稲魂神、大巳貴命、保食神、大宮能姫神、太田神[16]
- 笠間稲荷神社（茨城県笠間市）- 宇迦之御魂神[17]
- 豊受稲荷本宮（千葉県柏市） - 主祭神に稲蒼魂命、配神に大己貴命（佐田彦大神）、大田命、大宮姫命（田中大神）、保食命（四大神）[18][19]
- 祐徳稲荷神社（佐賀県鹿島市） - 倉稲魂大神、大宮売大神（アメノウズメノミコト）、猿田彦大神[20]
- 竹駒神社（宮城県岩沼市）- 倉稲魂神、保食神、稚産霊神[21]
- 穴守稲荷神社（東京都大田区） - 豊受姫命

また、玉藻の前（九尾の狐・殺生石）が祭られていることもある。

### 仏教寺院における信仰対象
稲荷神は神仏習合思想においては、江戸時代までは仏教における十一面観音や聖観音を本地仏とされるとともに、特に江戸時代以降は荼枳尼天とも同一視されていた。例えば、伏見稲荷大社の神宮寺である愛染寺でも荼枳尼天が祀られていた。明治の神仏分離後も主に荼枳尼天として、豊川稲荷を代表とする仏教寺院でも祀られている。
- 豊川稲荷（愛知県豊川市）- 豊川吒枳尼眞天[25]
- 最上稲荷妙教寺（岡山市北区）- 最上位経王大菩薩[註 4]、八大龍王尊、三面大黒尊天[27]

## 稲荷神と狐

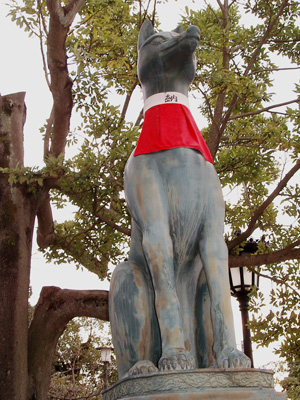
伏見稲荷の狐

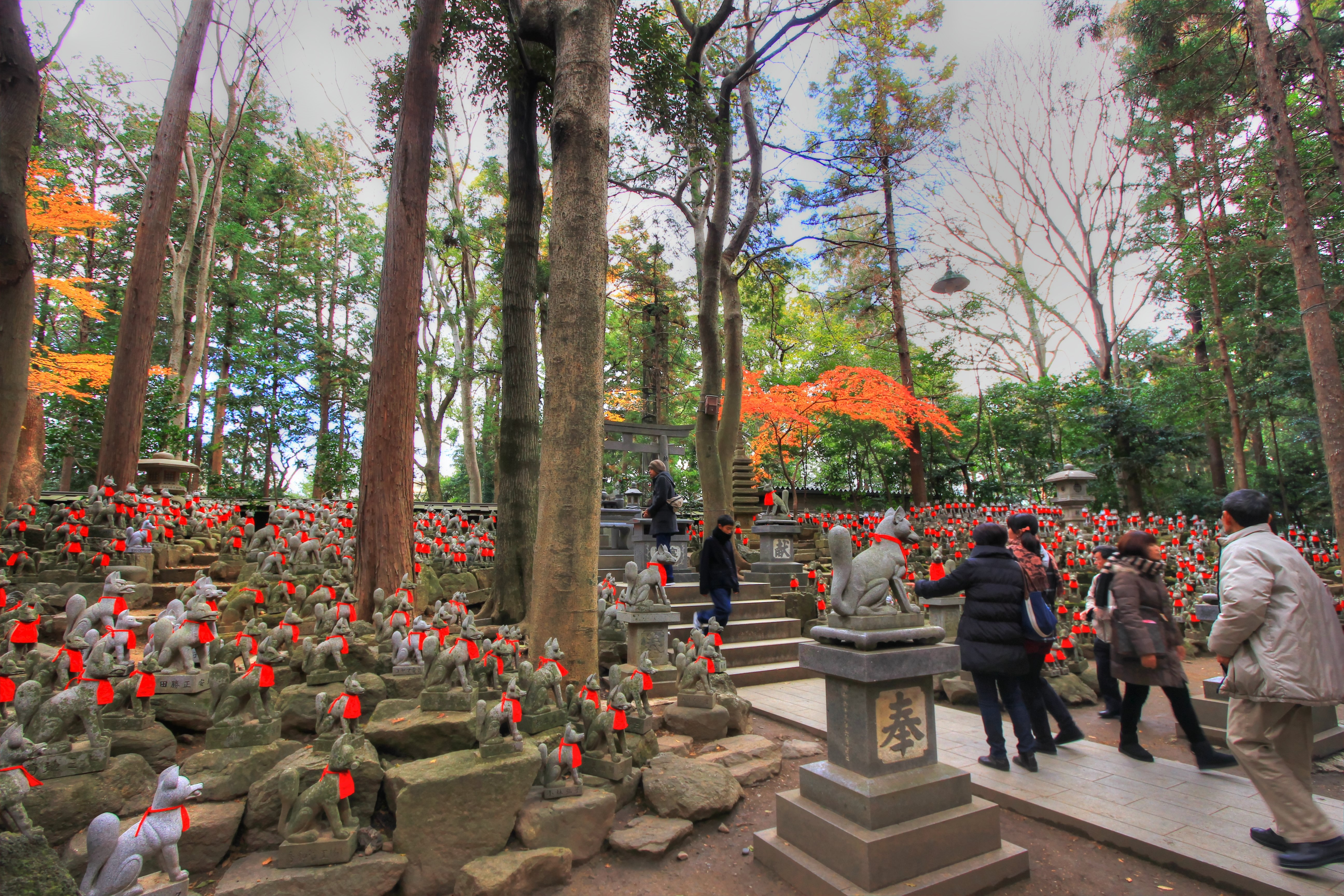
豊川稲荷の狐（愛知県）

民俗学者・萩原龍夫の解説では、古くから狐は霊的動物として「稲荷（いなり）神の使いないしは稲荷神そのもの」と信仰されるなど深く広い各種の信仰があり、狐憑きは「御先稲荷」（オサキドウカ）や「オサキ」という名前で、関東から東北にかけて伝承されている。日本語文化研究者・劉克華の報告では、日本全国に存在する三万社以上の稲荷社が狐像を備えており、「狐」自体を「稲荷神」として信仰する場所も少なくない。しかし、伏見稲荷大社は狐を稲荷神の神使とし、稲荷神そのものではないと述べており、また最上稲荷山妙教寺は白狐を稲荷神（最上位経王大菩薩）の御眷属（お使い）と述べている。民間伝承においては、稲荷と狐はしばしば同一視されており、例えば『百家説林』（ひゃっかせつりん・ひゃっかぜいりん）に「稲荷といふも狐なり　狐といふも稲荷なり」という女童の歌が記されている。また、稲荷神が貴狐天皇（貴狐天王、ダキニ天）、ミケツ（三狐・御食津）、野狐、狐、飯綱と呼ばれる場合もある。
日本では弥生時代以来、蛇への信仰が根強く、稲荷山も古くは蛇神信仰の中心地であったが、平安時代になってから狐を神使とする信仰が広まった。稲荷神と習合した宇迦之御魂神の別名に御饌津神（みけつのかみ）があるが、狐の古名は「けつ」で、そこから「みけつのかみ」に「三狐神」と当て字したのが発端と考えられ、やがて狐は稲荷神の使い、あるいは眷属に収まった。なお、「三狐神」は「サグジ」とも読む。かつて「シャグジ（石神）」または「三狐神（シャグジ）」であった岩屋（神）が、後に稲荷神・ウカノミタマを祀る神社となった事例もある。時代が下ると、稲荷狐には朝廷に出入りすることができる「命婦」の格が授けられたことから、これが命婦神（みょうぶがみ）あるいは白狐神と呼ばれて上下社に祀られるようにもなった。
上記の通り稲荷神は元々は農業神であるが、狐は穀物を食い荒らすネズミを捕食すること、狐の色や尻尾の形が実った稲穂に似ていることから、狐が稲荷神の使いに位置付けられたとも言われる。
江戸時代に入って稲荷が商売の神と公認され、大衆の人気を集めるようになった。またこの頃から稲荷神社の数が急激に増え、流行神（はやりがみ）と呼ばれる時もあった。また仏教の荼枳尼天は、日本では狐に乗ると考えられ、稲荷神と習合されるようになった。今日稲荷神社に祀られている狐の多くは白狐（びゃっこ）である。
江戸などの大都会や、屋敷稲荷を祀る東日本の農村では、狐憑きはしばしば稲荷との関連で発生しており、症状が良性である場合も多い。一方で、もともと狐信仰が弱かった山陰・南四国・東九州などの一部では、「憑き筋」と呼ばれる家系が想定され、村落の社会的緊張を生んだ。
稲荷神社の前には、狛犬の代わりに、宝玉をくわえた狐の像が置かれることが多い。他の祭神とは違い、稲荷神（稲生り、つまりお米の出来を司る神様）には神酒・赤飯の他に俵を模した俵型の寿司（稲荷寿司）およびそれに使用される油揚げが供えられ、ここから油揚げを使った料理を「稲荷」とも呼ぶようになった。ただし、実際は狐は特段油揚げが好物なわけではない。

## 歴史

### 伏見稲荷創建前史
伏見稲荷大社を創建したと伝えられる秦氏族について、『日本書紀』では次のように書かれている。
欽明天皇が即位（539年または531年）する前のまだ幼少のある日「秦（はた）の大津父（おおつち）という者を登用すれば、大人になった時にかならずや、天下をうまく治めることができる」と言う夢を見て、早速方々へ使者を遣わして探し求めたところ、山背国紀伊郡深草里に秦の大津父がいた。
平安時代に編纂された『新撰姓氏録』記載の諸蕃（渡来および帰化系氏族）のうち約3分の1の多数を占める「秦氏」の項によれば、中国・秦から来たとする意見があるが、秦氏の始祖である弓月君は百済から到来した到来人であるという記録もあり、苗字を秦氏に変えた百済人とする意見もある。
雄略天皇の頃には、当時の国の内外の事情から、多数の渡来人があったことは事実で、とりわけ秦氏族は絹織物の技に秀でており、後の律令国家建設のために大いに役立った。朝廷によって厚遇されていたことがうかがわれるのも、以上の技能を高く買われてのことだと考えられている。彼らは畿内の豪族として専門職の地位を与えられていた。

### 伏見稲荷の創建

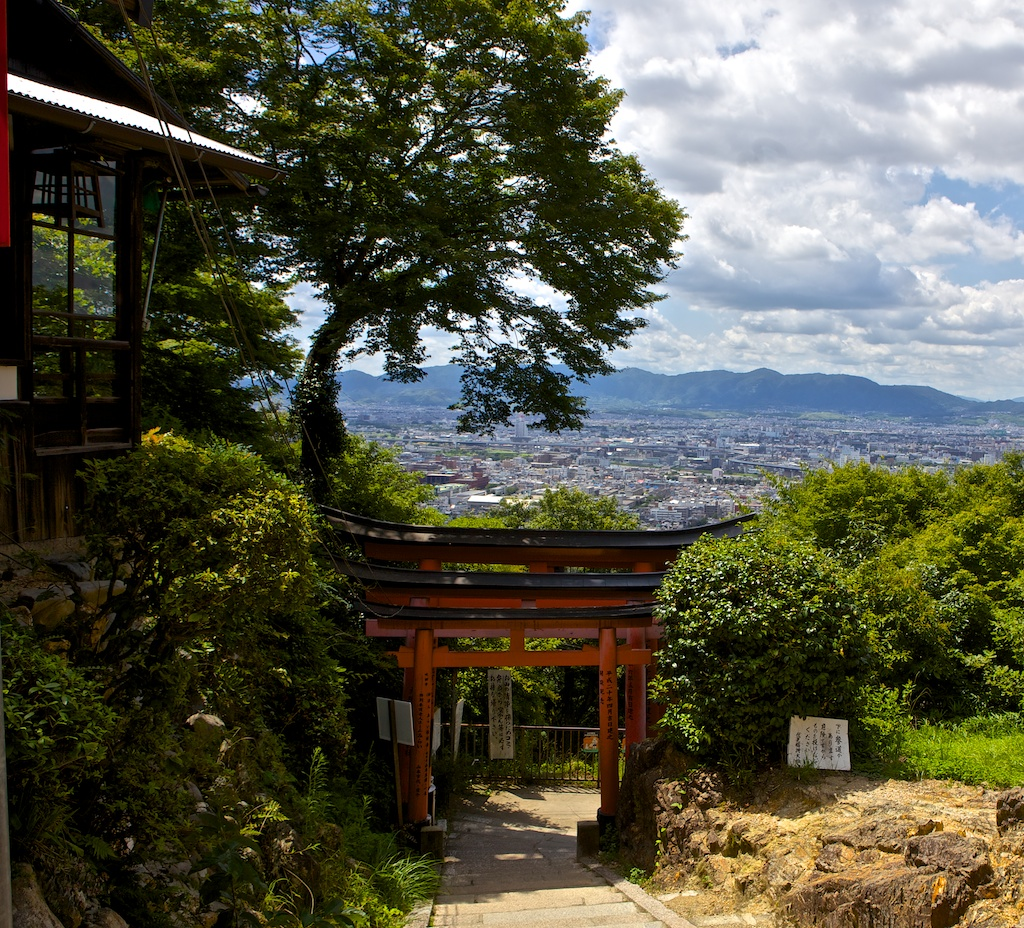
稲荷山四つ辻からの山城盆地の展望

深草の秦氏族は、和銅4年（711年）稲荷山三ケ峰の平らな処に稲荷神を奉鎮し、山城盆地を中心にして伊奈利社（現・伏見稲荷大社）を建てた。深草の秦氏族は系譜の上で見る限り、太秦の秦氏族、すなわち松尾大社を祀った秦都理《はたのとり》の弟が、稲荷社を創建した秦伊呂巨（伊侶具）となっており、いわば分家と考えられていたようである。
『山城国風土記』逸文には、伊奈利社の縁起として次のような話を載せる。秦氏の祖先である伊呂具秦公（いろぐの はたの きみ）は、富裕に驕って餅を的にした。するとその餅が白い鳥に化して山頂へ飛び去った。そこに稲が生ったので（伊弥奈利生ひき）、それが社の名となった。伊呂具の子孫は、先祖の過去の過ちを悔いて、社の木を根ごと抜いて屋敷に植え、それを祀ったという。また、稲生り（いねなり）が転じて「イナリ」となり「稲荷」の字が宛てられた。
都が平安京に遷されると、この地を基盤としていた秦氏が政治的な力を持ち、それにより稲荷神が広く信仰されるようになった。さらに、東寺建造の際に秦氏が稲荷山から木材を提供したことで、稲荷神は東寺の守護神とみなされるようになった。『二十二社本縁』では空海が稲荷神と直接交渉して守護神になってもらったと書かれている。
東寺では、真言密教における荼枳尼天（だきにてん、インドの女神ダーキニー）に稲荷神を習合させ、真言宗が全国に布教されるとともに、荼枳尼天の概念も含んだ状態の稲荷信仰が全国に広まることとなった。荼枳尼天は人の心臓を食らう夜叉神で、平安時代後期頃からその本体が狐の霊であるとされるようになった。この荼枳尼天との習合や、中国における妖術を使う狐のイメージの影響により、稲荷神の使いの狐の祟り神としての側面が強くなったといわれる。

### 正一位稲荷大明神
奈良時代中期以降、朝廷から諸臣に授けられて位階が、神にも授与されるようになった。神階は、主に遷都・行幸の際や、天変地異や疫病蔓延を鎮める臨時の祈願に際して、特に霊験あらたかな神々に朝廷から授けられた。これは、それぞれの神々に授位・進階されるもので、同じ神社に祀られているご祭神でも神々より位階が異なることもある。
稲荷神社については、『類聚国史』（るいじゅうこくし）の天長4年（827年）正月の条に、淳和天皇より「従五位下」を授けられたことが見られる。その後も位階を重ね、天慶5年（942年）に諸神に対する授位で「正一位」に叙せられた。この神階は京都伏見の稲荷神社（現・伏見稲荷大社）の稲荷神に授けられたもので、後世になると他社への勧請に際して、本社が同位の神階（正一位）を授与するようになり、正一位稲荷大明神という尊称が一般化した。明治以降、神階授与の制度は廃止されたが、現在でも全国の稲荷神社で正一位と冠した奉納の幟旗を目にするのは、稲荷神に対する篤い信仰によるものといえる。

### 中世以降
稲の神であることから食物神の宇迦之御魂神と同一視され、後に他の食物神も習合した。中世以降、工業・商業が盛んになってくると、稲荷神は農業神から工業神・商業神・屋敷神など福徳開運の万能の神とみなされるようになり、勧請の方法が容易な申請方式となったため、農村だけでなく町家や武家にも盛んに勧請されるようになった。江戸時代には芝居の神としても敬われるようになり、芝居小屋の楽屋裏には必ず稲荷明神の祭壇が設けられるようになった。
明治政府による神仏分離の際、多くの稲荷社は宇迦之御魂神などの神話に登場する神を祀る神社になったが、一部は荼枳尼天を本尊とする寺になった。

## 信仰

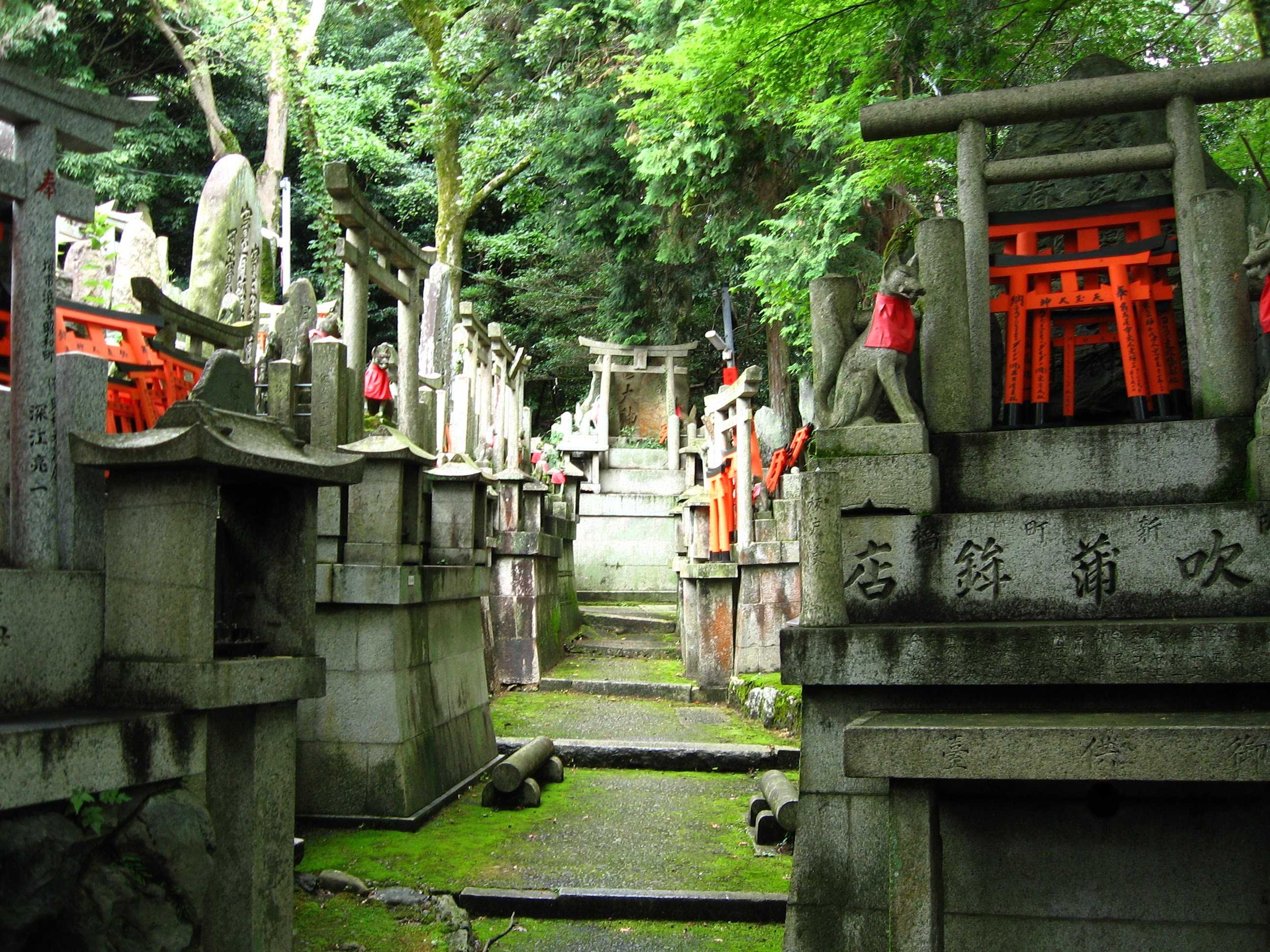
伏見稲荷大社の稲荷山に見られる稲荷塚（京都府京都市伏見区）

稲荷信仰は様々である。神道的稲荷で祭祀者が神職で宇迦之御魂神・保食神などを祀る神社によるもの、仏教的稲荷で祭祀者が僧侶・修験者で、寺の鎮守堂で荼枳尼天を祭祀しているもの、民俗的稲荷で祭祀者が土地所有者や氏子・講員などで、狐神・山の神・水神・福神・御霊神などとして信仰されているものがある。

### 初午祭

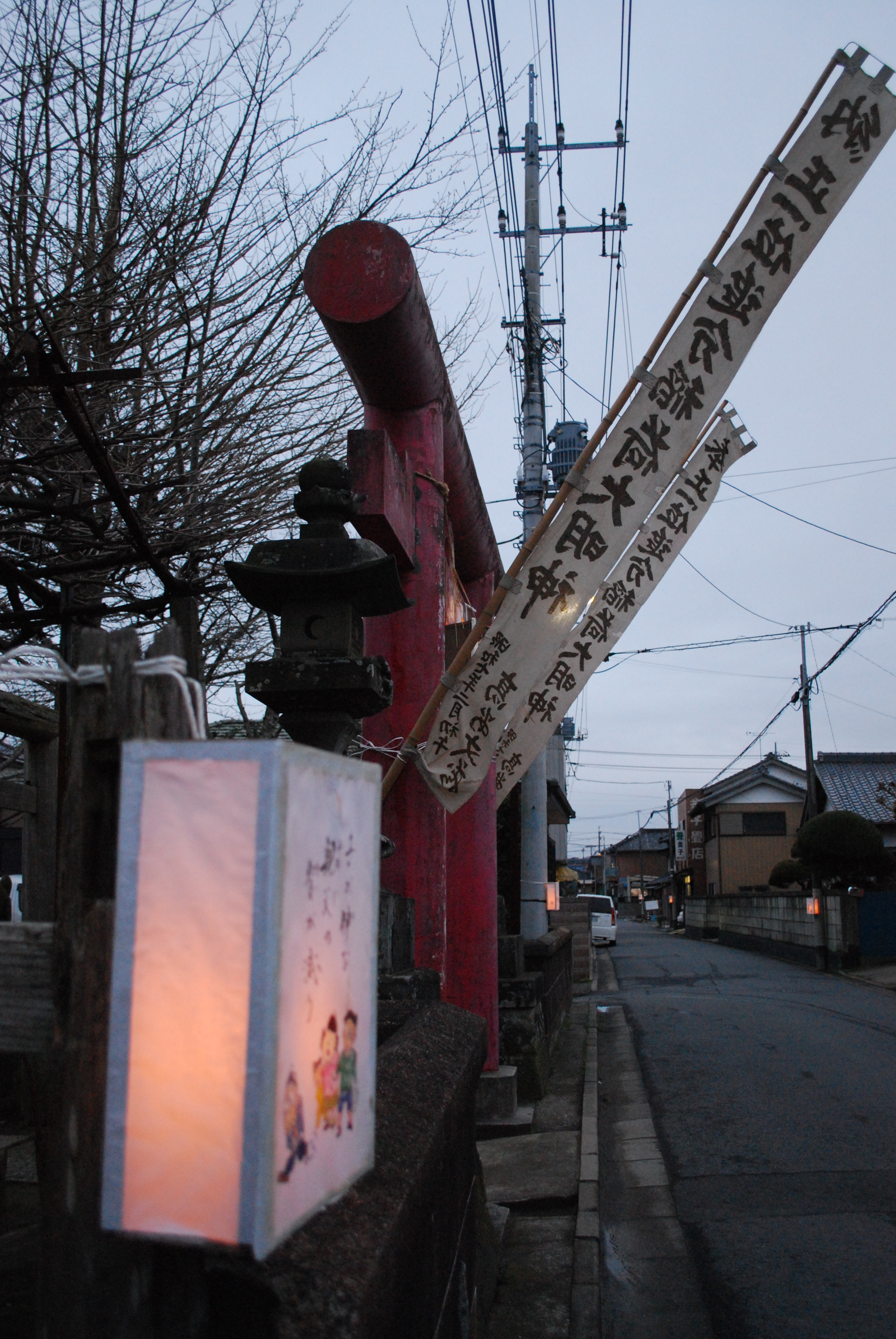
旧初午の幟と地口行燈（千葉県香取市）

稲荷神社では、2月（新暦・旧暦）最初の午の日を初午とし「初午祭」が行われる。これは伏見稲荷神社の祭神が降りたのが和銅4年（711年）2月の初午だったからと言われる。行灯に地口とそれに合わせた絵を描いた「地口行灯」を街頭に飾ることもある。

### 稲荷社の広がり
日本の神社の内で稲荷神社は、2,970社（主祭神として）、32,000社（境内社・合祀など全ての分祀社）を数え、屋敷神として個人や企業などに祀られているものや、山野や路地の小祠まで入れると稲荷神を祀る社はさらに膨大な数にのぼる。
稲荷神社は日本全国に点在するが、その中でも東日本に多く信仰されている。これは江戸時代、稲荷信仰が江戸を中心として流行したためで、江戸の町の至る所で見かけられるものとして「伊勢屋、稲荷に、犬の糞」とまで言われるようになった。例えば、武蔵府中においては、明治時代初期に市内に6ヶ所で稲荷神社が祀られており、市内の家々の屋敷神は566件にも上るなど、多摩地域においては顕著である。

### その他
- 構造様式分類として稲荷鳥居（いなりとりい）があり[56][57]、複数の鳥居を連ね、祈りと感謝の念を表した[58]。
- 広島市中区円隆寺境内の稲荷大明神（とうかだいみょうじん、とうかさん）や福岡県大牟田市の稲荷神社（とうか神社）の様にいなりと読まない場合もある。
- 和歌山県有田市（旧・糸我町）の「糸我稲荷神社」を日本最初・最古の稲荷神社とする説がある。文化7年（1810年）当時の神官、林周防が寺社奉行に報告した「糸鹿社由緒」によると、創建は「37代孝徳天皇白雉3年壬子の春、社地を正南森に移し、糸鹿社と申す」とあり、伏見稲荷神社の創建より約60年も前に遡る。
- 出雲国風土記の飯成（いいなし）郷（現：島根県安来市）の説話では大国魂命の降臨譚が述べられており、倉稲魂命と共に意多伎神社に祀られている。
- 「稲荷」と付く地名は日本には多くある[59]。
  - 稲荷木（とうかぎ）（稲架掛け（はさかけ）の木）と呼ぶ町が千葉県市川市にある。
  - 稲荷木落（いなりぎおとし）：1850年頃（嘉永年間）に出来た中川水系の排水路。埼玉県加須市から、久喜市新井と同市八甫二丁目の境界で、中川の左岸へ合流する[60]。
  - とう火坂（とうかざか）：埼玉県和光市にある坂。これは坂下の稲荷神社（下井戸稲荷神社、新倉氷川八幡神社の境外社）に由来するといわれる。

## 総称

### 日本三大稲荷

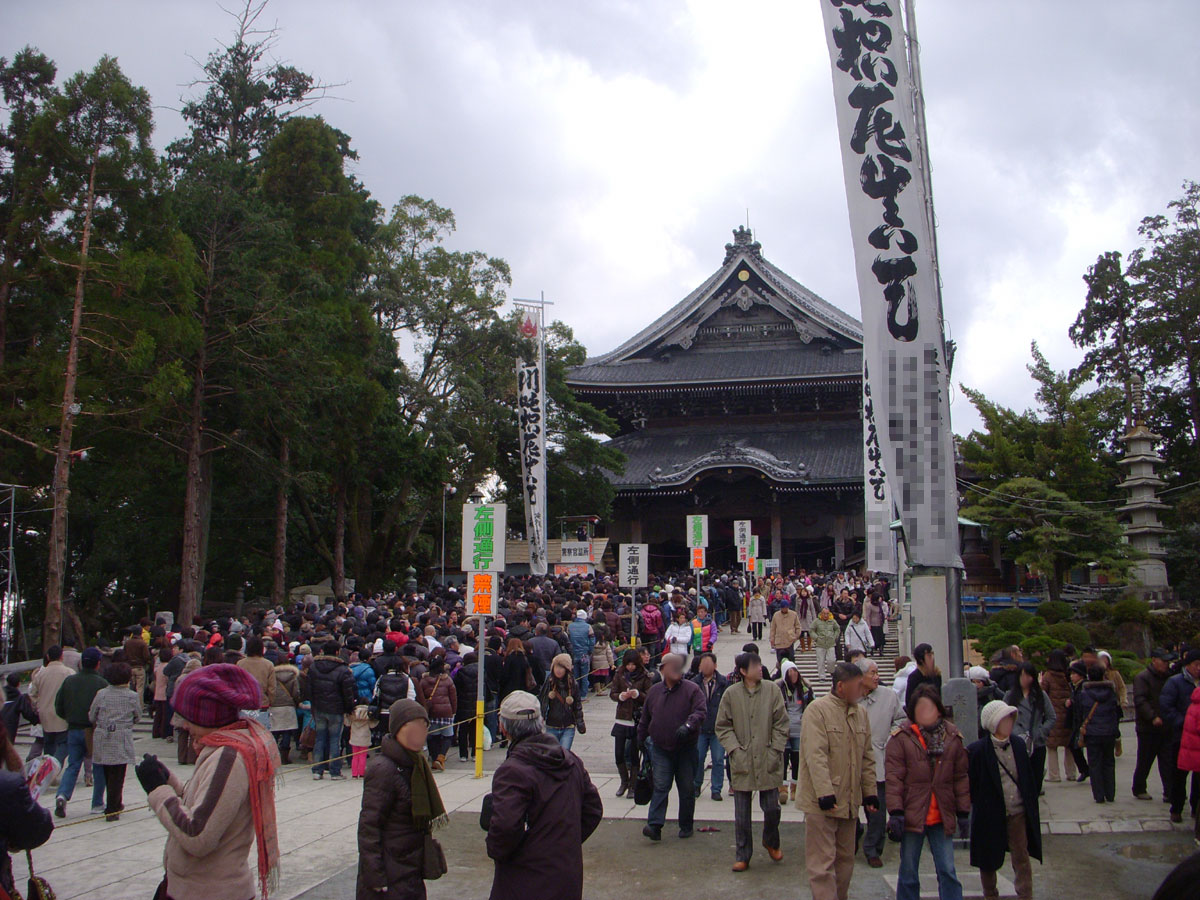
豊川稲荷（妙厳寺）
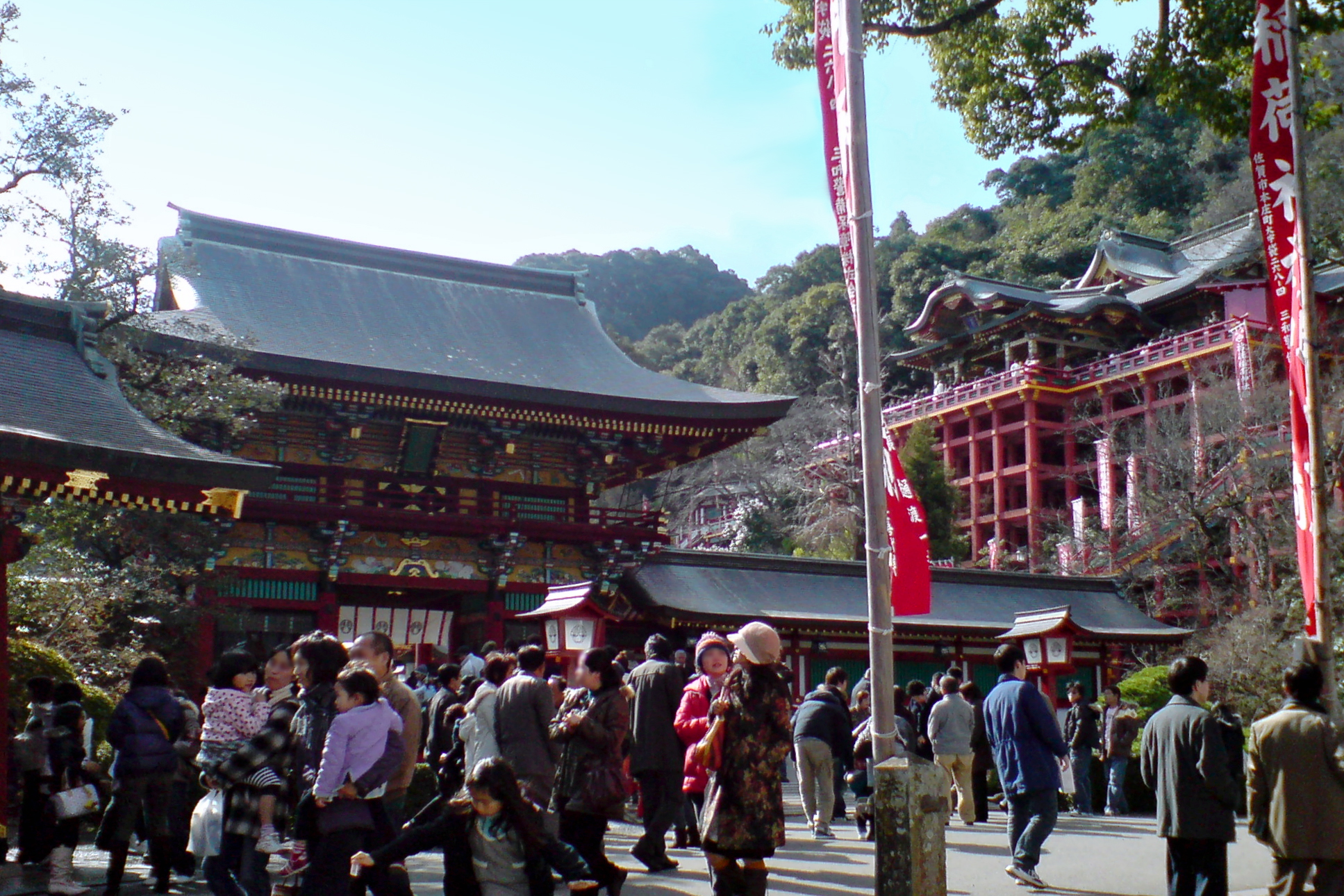
祐徳稲荷神社
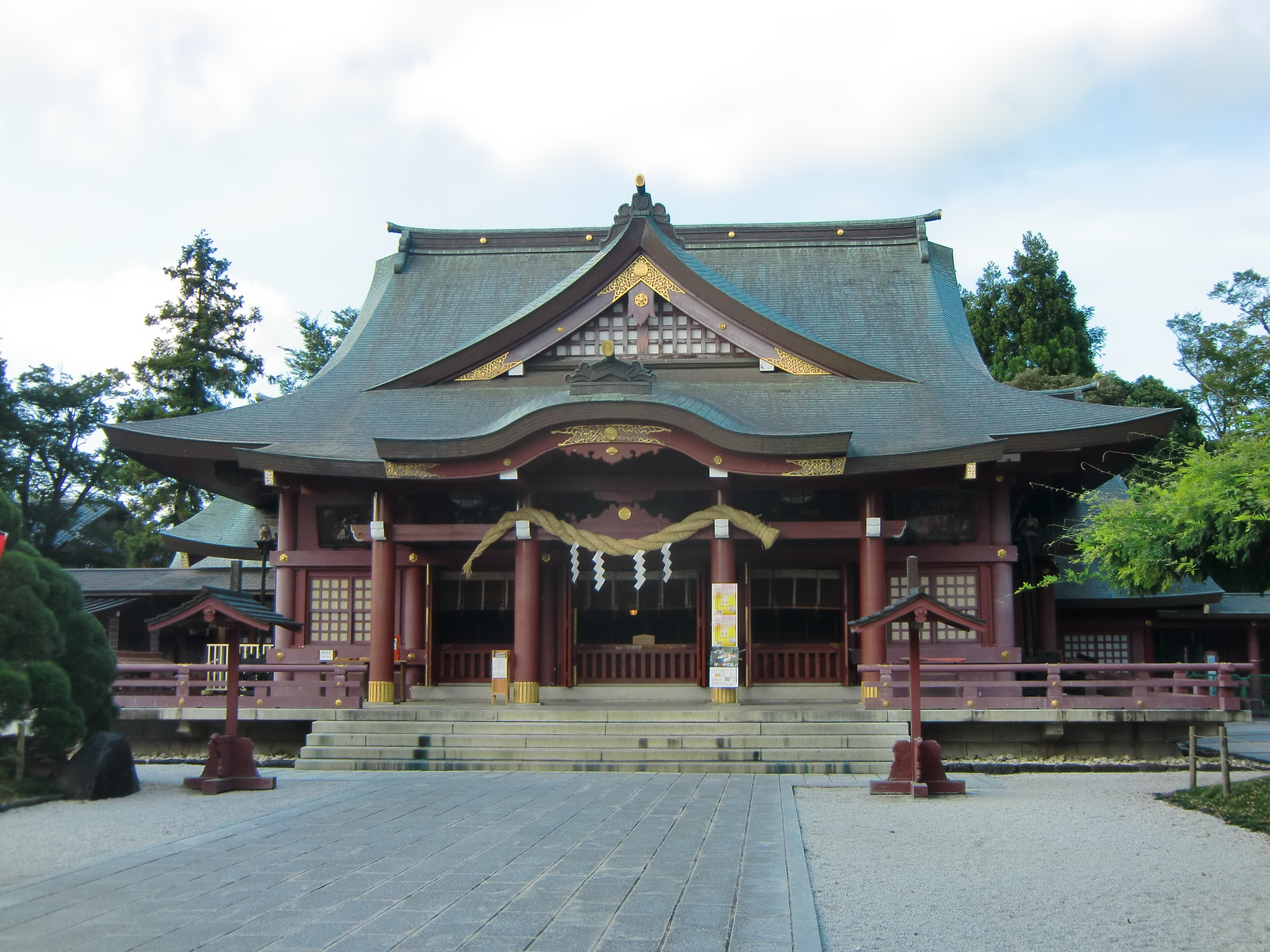
笠間稲荷神社
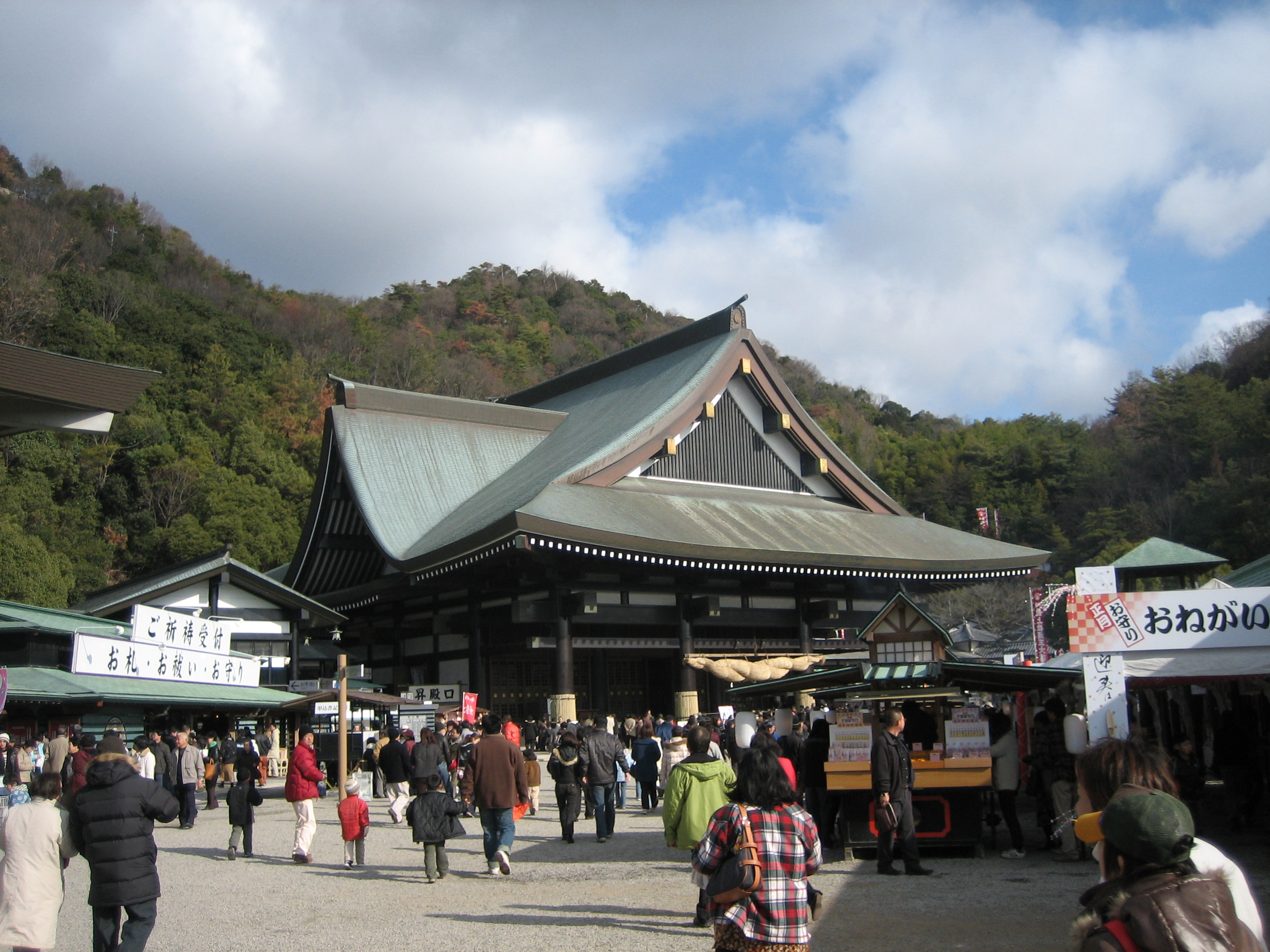
最上稲荷（妙教寺）

以下の神社仏閣14社寺は日本三大稲荷のひとつに挙げられている。どの寺社を日本三大稲荷としているか丸印で示している。「自」は自社を示す。他の寺社から日本三大稲荷とされている寺社名は薄い赤色、他の寺社から日本五大稲荷とされている寺社名は薄い青色とした。
一般的には伏見稲荷大社、豊川稲荷（円福山豊川閣妙厳寺）、笠間稲荷神社、祐徳稲荷神社の4社寺が挙げられることが多いが、伏見稲荷大社によれば「日本三大稲荷神社」について自社以外の2社は様々な説があって特定できないとしている。通常、総本宮である伏見稲荷大社は必ず挙げられ、次いで仏教系の豊川稲荷が含まれることが多く、この2社寺はまれに日本二大稲荷とも呼ばれる。3社寺目は地域によって異なるのが普通であり、例えば東北では竹駒神社、関東では笠間稲荷神社、中国では最上稲荷（最上稲荷山妙教寺）、中国でも島根県では太皷谷稲成神社、九州では祐徳稲荷神社が挙げられることが多い。
名称には揺れがあり、例えば伏見稲荷大社では「日本三大稲荷神社」、竹駒神社や瓢箪山稲荷神社では「日本三稲荷」、源九郎稲荷神社では「日本三社稲荷」と称している。「日本三大稲荷神社」とした場合は当然ながら寺院である豊川稲荷と最上稲荷の2寺が含まれなくなり、神社である祐徳稲荷神社や笠間稲荷神社などが挙げられることが多くなる。
なお、必ずしも自称していることを示しているわけではない。笠間稲荷神社、祐徳稲荷神社、竹駒神社、最上稲荷、瓢箪山稲荷神社、源九郎稲荷神社などは積極的に称しているが、他は称していても消極的であったり否定していたりする場合もある。例えば、千代保稲荷神社は自社が日本三大稲荷であることを否定している。
| 寺社         | 寺社                     | 所在地             | 日本三大稲荷 | 日本三大稲荷 | 日本三大稲荷 | 日本三大稲荷 | 日本三大稲荷 | 日本三大稲荷 | 日本三大稲荷 | 日本三大稲荷 | 日本三大稲荷 | 日本三大稲荷 | 日本三大稲荷 | 日本三大稲荷 | 日本三大稲荷 | 日本三大稲荷 | 出典              | 社格等                                                           |
| 寺社         | 寺社                     | 所在地             | 伏見         | 豊川         | 笠間         | 祐徳         | 竹駒         | 最上         | 志和         | 箭弓         | 鼻顔         | 千代保       | 瓢箪山       | 源九郎       | 太皷谷       | 草戸         | 出典              | 社格等                                                           |
| ------------ | ------------------------ | ------------------ | ------------ | ------------ | ------------ | ------------ | ------------ | ------------ | ------------ | ------------ | ------------ | ------------ | ------------ | ------------ | ------------ | ------------ | ----------------- | ---------------------------------------------------------------- |
| 日本三大稲荷 | 伏見稲荷大社             | 京都府京都市伏見区 | 不詳         | 不詳         | 不詳         | 不詳         | 不詳         | 不詳         | 不詳         | 不詳         | 不詳         | 不詳         | 不詳         | 不詳         | 不詳         | 不詳         | [ 63 ]            | 式内社（名神大）、二十二社（上七社）、旧官幣大社、稲荷神社総本宮 |
| 日本三大稲荷 | 豊川稲荷（豊川閣妙厳寺） | 愛知県豊川市       | ○            | 自           |              | ○            |              |              |              |              |              |              |              |              |              |              | [ 65 ] [ 73 ]     | 曹洞宗寺院、東海三大稲荷                                         |
| 日本三大稲荷 | 笠間稲荷神社             | 茨城県笠間市       | ○            | 1            | 自           | 2            |              |              |              |              |              |              |              |              |              |              | 1 / 2             | 旧村社、別表神社、関東三大稲荷                                   |
| 日本三大稲荷 | 祐徳稲荷神社             | 佐賀県鹿島市       | ○            |              | ○            | 自           |              |              |              |              |              |              |              |              |              |              | [ 77 ]            | 旧県社、別表神社、九州三大稲荷                                   |
| 日本三大稲荷 | 竹駒神社                 | 宮城県岩沼市       | ○            |              | ○            |              | 自           |              |              |              |              |              |              |              |              |              | [ 78 ]            | 旧県社、別表神社、東日本三大稲荷                                 |
| 日本三大稲荷 | 最上稲荷山妙教寺         | 岡山県岡山市北区   | ○            | ○            |              |              |              | 自           |              |              |              |              |              |              |              |              | [ 64 ] [ 30 ]     | 日蓮宗寺院、最上稲荷総本山、西日本三大稲荷                       |
| 日本三大稲荷 | 志和稲荷神社             | 岩手県紫波町       | 不詳         | 不詳         | 不詳         | 不詳         | 不詳         | 不詳         | 不詳         | 不詳         | 不詳         | 不詳         | 不詳         | 不詳         | 不詳         | 不詳         | [ 79 ] [ 80 ]     | 旧県社、別表神社                                                 |
| 日本三大稲荷 | 箭弓稲荷神社             | 埼玉県東松山市     | 不詳         | 不詳         | 不詳         | 不詳         | 不詳         | 不詳         | 不詳         | 不詳         | 不詳         | 不詳         | 不詳         | 不詳         | 不詳         | 不詳         | [ 81 ] [ 要出典 ] | 旧県社、別表神社                                                 |
| 日本三大稲荷 | 鼻顔稲荷神社             | 長野県佐久市       | 不詳         | 不詳         | 不詳         | 不詳         | 不詳         | 不詳         | 不詳         | 不詳         | 不詳         | 不詳         | 不詳         | 不詳         | 不詳         | 不詳         | [ 82 ] [ 83 ]     | 旧無格社                                                         |
| 日本三大稲荷 | 千代保稲荷神社           | 岐阜県海津市       | ○            | ○            |              |              |              |              |              |              |              | 自           |              |              |              |              | [ 72 ] [ 84 ]     | 東海三大稲荷、尾張五社                                           |
| 日本三大稲荷 | 瓢箪山稲荷神社           | 大阪府東大阪市     | ○            | ○            |              |              |              |              |              |              |              |              | 自           |              |              |              | [ 85 ]            | 旧村社、辻占総本社                                               |
| 日本三大稲荷 | 源九郎稲荷神社           | 奈良県大和郡山市   | 不詳         | 不詳         | 不詳         | 不詳         | 不詳         | 不詳         | 不詳         | 不詳         | 不詳         | 不詳         | 不詳         | 不詳         | 不詳         | 不詳         | [ 86 ]            | 旧無格社、近畿二大稲荷、関西三大稲荷                             |
| 日本三大稲荷 | 太皷谷稲成神社           | 島根県津和野町     | 不詳         | 不詳         | 不詳         | 不詳         | 不詳         | 不詳         | 不詳         | 不詳         | 不詳         | 不詳         | 不詳         | 不詳         | 不詳         | 不詳         | [ 64 ] [ 87 ]     | 旧郷社、別表神社                                                 |
| 日本三大稲荷 | 草戸稲荷神社             | 広島県福山市       | ○            | ○            |              |              |              |              |              |              |              |              |              |              |              | 自           | [ 88 ] [ 要出典 ] | 旧村社                                                           |

- 豊川稲荷（妙厳寺）
- 祐徳稲荷神社
- 笠間稲荷神社
- 最上稲荷（妙教寺）

### 日本五大稲荷
以下の神社仏閣14社寺は日本五大稲荷のひとつに挙げられている。どの神社を日本五大稲荷としているか丸印で示している。「自」は自社を示す。他の寺社から日本三大稲荷とされている寺社名は薄い赤色、他の寺社から日本五大稲荷とされている寺社名は薄い青色とした。なお、必ずしも自称していることを示しているわけではない。日本三大稲荷のうち、瓢箪山稲荷神社、千代保稲荷神社、源九郎稲荷神社、日本四大稲荷の王子稲荷神社、宝徳山稲荷大社は日本五大稲荷の文献に登場しないため、省略した。
名称には揺れがあり、例えば高橋稲荷神社では「日本稲荷五社」と称している。また、草戸稲荷神社は「京都伏見稲荷の系列の中における日本稲荷5社」と称している。
| 神社         | 神社           | 所在地             | 日本五大稲荷 | 日本五大稲荷 | 日本五大稲荷 | 日本五大稲荷 | 日本五大稲荷 | 日本五大稲荷 | 日本五大稲荷 | 日本五大稲荷 | 日本五大稲荷 | 日本五大稲荷 | 日本五大稲荷 | 日本五大稲荷 | 日本五大稲荷 | 日本五大稲荷 | 出典                     | 社格等                                           |
| 神社         | 神社           | 所在地             | 伏見         | 豊川         | 祐徳         | 笠間         | 竹駒         | 最上         | 志和         | 箭弓         | 鼻顔         | 太皷谷       | 草戸         | 高橋         | 福島         | 玉造         | 出典                     | 社格等                                           |
| ------------ | -------------- | ------------------ | ------------ | ------------ | ------------ | ------------ | ------------ | ------------ | ------------ | ------------ | ------------ | ------------ | ------------ | ------------ | ------------ | ------------ | ------------------------ | ------------------------------------------------ |
| 日本五大稲荷 | 志和稲荷神社   | 岩手県紫波町       | 不詳         | 不詳         | 不詳         | 不詳         | 不詳         | 不詳         | 不詳         | 不詳         | 不詳         | 不詳         | 不詳         | 不詳         | 不詳         | 不詳         | [ 91 ] [ 要出典 ]        | （略）                                           |
| 日本五大稲荷 | 箭弓稲荷神社   | 埼玉県東松山市     | 不詳         | 不詳         | 不詳         | 不詳         | 不詳         | 不詳         | 不詳         | 不詳         | 不詳         | 不詳         | 不詳         | 不詳         | 不詳         | 不詳         | [ 92 ] [ 要出典 ]        | （略）                                           |
| 日本五大稲荷 | 鼻顔稲荷神社   | 長野県佐久市       | ○            | ○            | ○            | ○            |              |              |              |              | 自           |              |              |              |              |              | [ 83 ] [ 93 ]            | （略）                                           |
| 日本五大稲荷 | 太皷谷稲成神社 | 島根県津和野町     | ○            |              | ○            | ○            | ○            |              |              |              |              | 自           |              |              |              |              | [ 94 ]                   | （略）                                           |
| 日本五大稲荷 | 草戸稲荷神社   | 広島県福山市       | 不詳         | 不詳         | 不詳         | 不詳         | 不詳         | 不詳         | 不詳         | 不詳         | 不詳         | 不詳         | 不詳         | 不詳         | 不詳         | 不詳         | [ 90 ]                   | （略）                                           |
| 日本五大稲荷 | 高橋稲荷神社   | 熊本県熊本市西区   | ○            | ○            | ○            |              |              | ○            |              |              |              |              |              | 自           |              |              | [ 83 ] [ 89 ] [ 要出典 ] | 旧無格社、別表神社、九州三大稲荷、熊本県三大神社 |
| 日本五大稲荷 | 福島稲荷神社   | 福島県福島市       | 不詳         | 不詳         | 不詳         | 不詳         | 不詳         | 不詳         | 不詳         | 不詳         | 不詳         | 不詳         | 不詳         | 不詳         | 不詳         | 不詳         | [ 95 ] [ 要出典 ]        | 旧県社                                           |
| 日本五大稲荷 | 玉造稲荷神社   | 大阪府大阪市中央区 | 不詳         | 不詳         | 不詳         | 不詳         | 不詳         | 不詳         | 不詳         | 不詳         | 不詳         | 不詳         | 不詳         | 不詳         | 不詳         | 不詳         | [ 95 ] [ 要出典 ]        | 旧府社                                           |

### 他の日本○大稲荷
- 日本四大稲荷：伏見稲荷大社、豊川稲荷、祐徳稲荷神社、笠間稲荷神社[96]
  - 伏見稲荷大社、豊川稲荷、笠間稲荷神社、東京都の王子稲荷神社とする説もある[97]
  - 新潟県の宝徳山稲荷大社も「日本四大稲荷」の1つと称している。他の3つは不明である[98]。
  - 太皷谷稲成神社[99]や高橋稲荷神社[100]も地元では「日本四大稲荷」と呼ばれることがある。
- 日本六稲荷（日本六大稲荷）[101]：祐徳稲荷神社、愛媛県の伊豫稲荷神社、伏見稲荷大社、豊川稲荷、笠間稲荷神社、最上稲荷。
- 群馬県の冠稲荷神社は「日本七社（日本七稲荷・日本七大稲荷）」の1つと称している。他の6つは伏見稲荷大社、豊川稲荷、大阪府の信太森葛葉稲荷神社、東京都の王子稲荷神社、東京都の妻恋神社、栃木県の一瓶塚稲荷神社としている[102]。
- 大分県の扇森稲荷神社は「日本十大稲荷」の1つと称している。他の9つは不明である[103]。

| 寺社         | 寺社                     | 所在地             | 総称 | 総称 | 総称 | 総称 | 総称 | 総称 | 総称 | 社格等                                       |
| 寺社         | 寺社                     | 所在地             | 二大 | 三大 | 四大 | 五大 | 六大 | 七大 | 十大 | 社格等                                       |
| ------------ | ------------------------ | ------------------ | ---- | ---- | ---- | ---- | ---- | ---- | ---- | -------------------------------------------- |
| 二大         | 伏見稲荷大社             | 京都府京都市伏見区 | ○    | ○    | ○    | ○    | ○    | ○    |      | （略）                                       |
| 二大         | 豊川稲荷（豊川閣妙厳寺） | 愛知県豊川市       | ○    | ○    | ○    | ○    | ○    | ○    |      | （略）                                       |
| 日本三大稲荷 | 祐徳稲荷神社             | 佐賀県鹿島市       |      | ○    | ○    | ○    | ○    |      |      | （略）                                       |
| 日本三大稲荷 | 笠間稲荷神社             | 茨城県笠間市       |      | ○    | ○    | ○    | ○    |      |      | （略）                                       |
| 日本三大稲荷 | 竹駒神社                 | 宮城県岩沼市       |      | ○    |      | ○    |      |      |      | （略）                                       |
| 日本三大稲荷 | 最上稲荷山妙教寺         | 岡山県岡山市北区   |      | ○    |      | ○    | ○    |      |      | （略）                                       |
| 日本三大稲荷 | 志和稲荷神社             | 岩手県紫波町       |      | ○    |      | ○    |      |      |      | （略）                                       |
| 日本三大稲荷 | 箭弓稲荷神社             | 埼玉県東松山市     |      | ○    |      | ○    |      |      |      | （略）                                       |
| 日本三大稲荷 | 鼻顔稲荷神社             | 長野県佐久市       |      | ○    |      | ○    |      |      |      | （略）                                       |
| 日本三大稲荷 | 千代保稲荷神社           | 岐阜県海津市       |      | ○    |      |      |      |      |      | （略）                                       |
| 日本三大稲荷 | 瓢箪山稲荷神社           | 大阪府東大阪市     |      | ○    |      |      |      |      |      | （略）                                       |
| 日本三大稲荷 | 源九郎稲荷神社           | 奈良県大和郡山市   |      | ○    |      |      |      |      |      | （略）                                       |
| 日本三大稲荷 | 草戸稲荷神社             | 広島県福山市       |      | ○    |      | ○    |      |      |      | （略）                                       |
| 日本三大稲荷 | 太皷谷稲成神社           | 島根県津和野町     |      | ○    | ○    | ○    |      |      |      | （略）                                       |
| 四大         | 王子稲荷神社             | 東京都北区         |      |      | ○    |      |      | ○    |      | 旧無格社、東国三十三国稲荷総司、関東三大稲荷 |
| 四大         | 宝徳山稲荷大社           | 新潟県長岡市       |      |      | ○    |      |      |      |      |                                              |
| 四大         | 高橋稲荷神社             | 熊本県熊本市西区   |      |      | ○    | ○    |      |      |      | （略）                                       |
| 五大         | 福島稲荷神社             | 福島県福島市       |      |      |      | ○    |      |      |      | （略）                                       |
| 五大         | 玉造稲荷神社             | 大阪府大阪市中央区 |      |      |      | ○    |      |      |      | （略）                                       |
| 六           | 伊豫稲荷神社             | 愛媛県伊予市       |      |      |      |      | ○    |      |      | 旧県社                                       |
| 日本七社     | 冠稲荷神社               | 群馬県太田市       |      |      |      |      |      | ○    |      | 旧村社                                       |
| 日本七社     | 一瓶塚稲荷神社           | 栃木県佐野市       |      |      |      |      |      | ○    |      | 旧郷社、関東三大稲荷                         |
| 日本七社     | 妻恋神社                 | 東京都文京区       |      |      |      |      |      | ○    |      | 旧村社、関東総司稲荷神社                     |
| 日本七社     | 信太森葛葉稲荷神社       | 大阪府和泉市       |      |      |      |      |      | ○    |      | 旧村社                                       |
| 十           | 扇森稲荷神社             | 大分県竹田市       |      |      |      |      |      |      | ○    | 旧村社、九州三大稲荷                         |
| 計           | 計                       | 計                 | 2    | 14   | 8    | 14   | 6    | 7    | 1    | 25                                           |

### 他の総称
更に地域やご利益によって総称されている場合もある。以下に例を挙げる。
- 日本三大縁切稲荷[104]：伏見稲荷大社、栃木県の門田稲荷神社（下野國一社八幡宮の境内社）、渋谷区のお万榎稲荷神社（瑞円寺の境内社）あるいは東京都板橋区の榎大六天神（縁切榎）。ただし、縁切榎は稲荷神ではなく大六天神である。
- 東日本三大稲荷[105]（同等の意味を持つ場合もある後述する関東三大稲荷も参照）：竹駒神社、2社目以下不詳。
- 西日本三大稲荷[106][107]：最上稲荷、2社目以下不詳。
- 蝦夷地三大稲荷[108]：北海道函館市の石倉稲荷神社、北斗市の文月稲荷神社、江差町の笹山稲荷神社。
- 東京八大稲荷[109]：東京都の王子稲荷神社、三囲神社、袖摺稲荷神社、真先稲荷神社（石浜神社の境内社）、烏森神社、豊川稲荷東京別院、九郎助稲荷神社（吉原神社に合祀）、穴守稲荷神社。
- 東海三大稲荷[110]：豊川稲荷、千代保稲荷神社、愛知県の三光稲荷神社。
- 近畿二大稲荷[111]：源九郎稲荷神社、大阪府の稲生神社（紅梅稲荷宮。大隅神社の境外末社）。
- 関西三大稲荷[112][113]：源九郎稲荷神社、信太森葛葉稲荷神社、大阪府の小女郎稲荷社（今福皇大神宮の境内末社）。

他にも「日光山五大稲荷」、藤原秀郷に由来する「関東五社稲荷」、太田道灌に由来する「道灌七稲荷」など各地域ごとに由緒が伝わっているものもある。また、江戸時代には江戸府内の約百社に対して格付けを行った「江戸御府内稲荷番付」も複数作られている。

#### 関東稲荷総司と関東三大稲荷
関東稲荷総司と呼ばれる神社は4社ある。
- 東京都北区の王子稲荷神社は、平安時代より「東国三十三国稲荷総司」「関東稲荷総司」との伝承があり、東海道・東山道・北陸道の全てを占める東日本全体の稲荷総本社であった。江戸時代になると関東の範囲が変わったことから「関東八州稲荷総司」と伝承も変わっていったとされる。また、江戸市中の全稲荷の総本宮でもあった。
- 東京都文京区の妻恋神社は、江戸時代以降「関東総司稲荷神社」「稲荷関東惣社」と伝えられる[114]。江戸時代であるのでここでいう関東は八州である。
- 東京都新宿区の水稲荷神社は、天明8年（1788年）に「関東稲荷惣領職」を賜ったとされる[115]。
- 東京都中央区の鉄砲洲稲荷神社は、江戸時代には「関東総司稲荷橋神社」と称し、寺社奉行の御直支配古跡十一社の触頭であった。

関東三大稲荷として挙げられる神社は以下の9社であるが、それについても、東国（東日本）を指す古い伝承と関東八州を指す新しい伝承がある。呑香稲荷神社によれば古来の「関東三稲荷」は王子稲荷、霞ヶ関稲荷（櫻田神社）、呑香稲荷とされ、この意味では前述する東日本三大稲荷と同じである。一方で、備後須賀稲荷神社によれば「関東三社稲荷」は王子稲荷、佐野稲荷（一瓶塚稲荷神社）、備後須賀稲荷とされ、白笹稲荷神社によれば「関東三大稲荷」は笠間稲荷、装束稲荷、白笹稲荷とされる。これらの意味では関東八州を指す。
| 寺社         | 寺社               | 所在地         | 関東三大稲荷 | 関東三大稲荷 | 関東三大稲荷 | 関東三大稲荷 | 関東三大稲荷 | 関東三大稲荷 | 関東三大稲荷 | 関東三大稲荷 | 関東三大稲荷 | 出典            | 社格等                             |
| 寺社         | 寺社               | 所在地         | 笠間         | 王子         | 一瓶塚       | 呑香         | 備後須賀     | 多田朝日森   | 櫻田         | 装束         | 白笹         | 出典            | 社格等                             |
| ------------ | ------------------ | -------------- | ------------ | ------------ | ------------ | ------------ | ------------ | ------------ | ------------ | ------------ | ------------ | --------------- | ---------------------------------- |
| 関東三大稲荷 | 笠間稲荷神社       | 茨城県笠間市   | 不詳         | 不詳         | 不詳         | 不詳         | 不詳         | 不詳         | 不詳         | 不詳         | 不詳         |                 | （略）                             |
| 関東三大稲荷 | 王子稲荷神社       | 東京都北区     | 不詳         | 不詳         | 不詳         | 不詳         | 不詳         | 不詳         | 不詳         | 不詳         | 不詳         |                 | （略）                             |
| 関東三大稲荷 | 一瓶塚稲荷神社     | 栃木県佐野市   | 不詳         | 不詳         | 不詳         | 不詳         | 不詳         | 不詳         | 不詳         | 不詳         | 不詳         |                 | （略）                             |
| 関東三大稲荷 | 呑香稲荷神社       | 岩手県二戸市   |              | ○            |              | 自           |              |              | ○            |              |              | [ 116 ]         |                                    |
| 関東三大稲荷 | 備後須賀稲荷神社   | 埼玉県春日部市 |              | ○            | ○            |              | 自           |              |              |              |              | [ 117 ] [ 118 ] |                                    |
| 関東三大稲荷 | 多田朝日森稲荷神社 | 千葉県香取市   | 不詳         | 不詳         | 不詳         | 不詳         | 不詳         | 不詳         | 不詳         | 不詳         | 不詳         | [ 119 ]         | 旧村社                             |
| 関東三大稲荷 | 櫻田神社           | 東京都港区     | 不詳         | 不詳         | 不詳         | 不詳         | 不詳         | 不詳         | 不詳         | 不詳         | 不詳         |                 | 旧村社                             |
| 関東三大稲荷 | 装束稲荷神社       | 東京都北区     | 不詳         | 不詳         | 不詳         | 不詳         | 不詳         | 不詳         | 不詳         | 不詳         | 不詳         |                 | 王子稲荷神社境外摂社（法人格なし） |
| 関東三大稲荷 | 白笹稲荷神社       | 神奈川県秦野市 | ○            |              |              |              |              |              |              | ○            | 自           | [ 120 ] [ 121 ] | 旧村社                             |

#### 九州三大稲荷
九州三大稲荷として挙げられる神社は以下の7社であるが、そのうち、大根地神社は元々は稲荷神社ではなく、鎌倉時代より九州の稲荷の別当の官を務める神社であったところに、明治になって伏見稲荷大社から稲荷神が勧請合祀されたものである。
| 寺社         | 寺社           | 所在地           | 九州三大稲荷 | 九州三大稲荷 | 九州三大稲荷 | 九州三大稲荷 | 九州三大稲荷 | 九州三大稲荷 | 九州三大稲荷 | 出典                   | 社格等                 |
| 寺社         | 寺社           | 所在地           | 祐徳         | 高橋         | 扇森         | 大根地       | 石穴         | 萩尾         | 白川         | 出典                   | 社格等                 |
| ------------ | -------------- | ---------------- | ------------ | ------------ | ------------ | ------------ | ------------ | ------------ | ------------ | ---------------------- | ---------------------- |
| 九州三大稲荷 | 祐徳稲荷神社   | 佐賀県鹿島市     | 不詳         | 不詳         | 不詳         | 不詳         | 不詳         | 不詳         | 不詳         |                        | （略）                 |
| 九州三大稲荷 | 高橋稲荷神社   | 熊本県熊本市西区 |              | 自           |              |              |              | ○            | ○            | [ 83 ] [ 123 ] [ 124 ] | （略）                 |
| 九州三大稲荷 | 扇森稲荷神社   | 大分県竹田市     | ○            | ○            | 自           |              |              |              |              | [ 103 ]                | （略）                 |
| 九州三大稲荷 | 大根地神社     | 福岡県飯塚市     | 不詳         | 不詳         | 不詳         | 不詳         | 不詳         | 不詳         | 不詳         |                        | 旧無格社、九州稲荷別当 |
| 九州三大稲荷 | 石穴稲荷神社   | 福岡県太宰府市   | ○            |              |              | ○            | 自           |              |              | [ 125 ]                | 旧無格社               |
| 九州三大稲荷 | 萩尾稲荷社     | 大分県日田市     | ○            |              | ○            |              |              | 自           |              | [ 126 ] [ 127 ]        |                        |
| 九州三大稲荷 | 白川稲荷大明神 | 大分県杵築市     | ○            |              | ○            |              |              |              | 自           | [ 128 ]                | 法人格なし             |